# Beats Electronics
Beats Electronics, LLC ist ein US-amerikanischer Hersteller von Audiotechnik mit angeschlossenem Musikstreaming-Dienst namens Beats Music, der inzwischen in Apple Music aufgegangen ist. Unternehmenssitz ist Culver City im Los Angeles County. Das Unternehmen produziert hauptsächlich Kopfhörer der Eigenmarke Beats by Dr. Dre., benannt nach dem Gründer des Unternehmens, dem Rapper Dr. Dre.

## Geschichte
Die Gründung erfolgte 2006. Im selben Jahr war ein erster Prototyp eines Kopfhörers im Musikvideo von Eminems Lied You Don’t Know zu sehen. Das erste Produkt, der Kopfhörer Beats by Dr. Dre Studio, wurde jedoch erst 2008 auf den Markt gebracht. Zunächst wurden verschiedene Kopfhörermodelle in Kooperation mit der Elektronikfirma Monster Cable Products produziert; die Partnerschaft wurde aber 2012 beendet. Seitdem werden die Produkte von dem Unternehmen selbst gefertigt.
Am 11. August 2011 erwarb der taiwanische Technologiekonzern HTC für 300 Millionen US-Dollar mit 50,1 Prozent der Aktien die Mehrheit an Dr. Dres Kopfhörermarke. 2012 verkaufte HTC 25 Prozent der Anteile zurück an Dr. Dre und Jimmy Iovine.
Am 2. Juli 2012 wurde der Online-Musikdienst MOG übernommen. Im September 2013 zog sich HTC bei Beats komplett zurück, Young und Iovine kauften sie teilweise wieder zurück, den Rest hält der Investor Carlyle Group, der sich für 500 Millionen US-Dollar einkaufte.
Am 28. Mai 2014 gab Apple Inc. bekannt, Beats Electronics für 3,2 Milliarden US-Dollar zu übernehmen. Young (Dr. Dre) verdiente nach Presseberichten circa 500 Millionen US-Dollar an dem Verkauf.

## Produkte

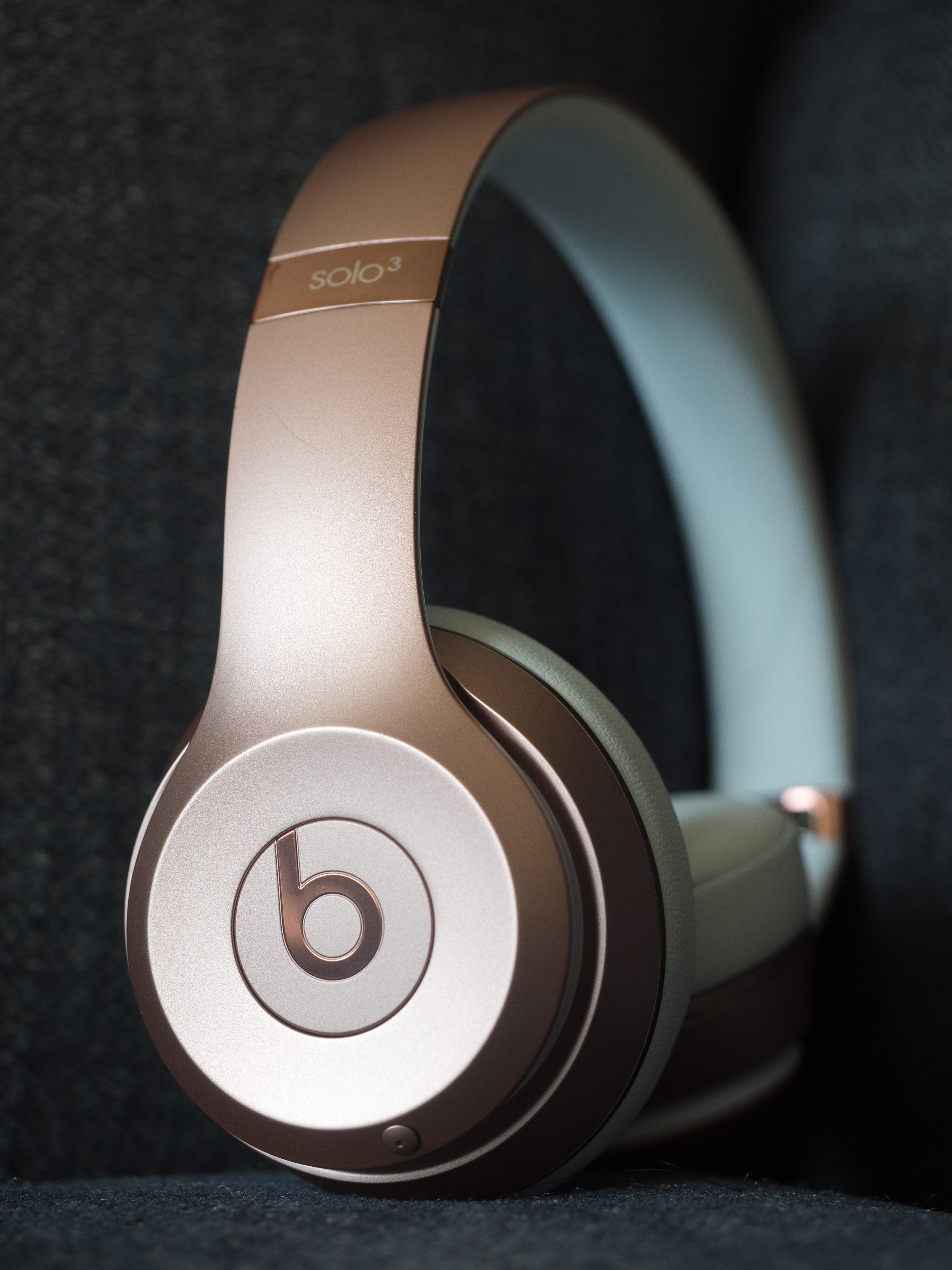
Beats Solo 3

Neben verschiedenen Kopfhörermodellen der Reihe Beats by Dr. Dre fertigt das Unternehmen auch externe Lautsprechersysteme für Smartphones der Marke HTC und stattet Computer von HP aus. Zudem wurde 2012 in Zusammenarbeit mit Chrysler ein Sondermodell des 300 vorgestellt, dessen Stereoanlage von Beats Electronics stammt.
Folgend eine Auflistung der Produkte (ausgenommen Smartphone- und Computertechnik):
| Typ              | Produktname             | Endorser |
| ---------------- | ----------------------- | --- |
| Kopfhörer        | Beats Pro               | Dr. Dre, will.i.am, Nicki Minaj, Lil Wayne |
| Kopfhörer        | Beats Studio            | Dr. Dre |
| Kopfhörer        | Beats Studio 2          | Dr. Dre |
| Kopfhörer        | Beats Executive         | Dr. Dre |
| Kopfhörer        | Beats Studio Wireless   | Dr. Dre |
| Kopfhörer        | Beats Mixr              | David Guetta |
| Kopfhörer        | Beats Solo HD           | Dr. Dre |
| Kopfhörer        | Beats Solo 2            | Dr. Dre |
| Kopfhörer        | Beats Solo 3            | Dr. Dre |
| Kopfhörer        | Beats Studio 3 Wireless | Dr. Dre |
| Kopfhörer        | Beats Solo Pro          | Pharrell Williams, Billie Eilish |
| In-Ohr-Kopfhörer | Beats Tour              | Dr. Dre |
| In-Ohr-Kopfhörer | PowerBeats              | LeBron James |
| In-Ohr-Kopfhörer | Heartbeats              | Lady Gaga |
| In-Ohr-Kopfhörer | urBeats                 | HTC Corporation, Nicki Minaj |
| In-Ohr-Kopfhörer | Beats X                 | Dr. Dre |
| In-Ohr-Kopfhörer | PowerBeats Pro          | Dr. Dre |
| In-Ohr-Kopfhörer | Beats Fit Pro           | Kim Kardashian |
| In-Ohr-Kopfhörer | Beats Studio Buds       | Roddy Ricch, Druski, Serena Williams, Coi Leray, Sydeon, QuarterJade, Marcus Rashford, Eileen Gu, Elsa Majimbo, Arlo Parks, Junebug, Sha’Carri Richardson, Kanye West |
| Lautsprecher     | Beatbox                 | Dr. Dre |
| Lautsprecher     | Beatbox Portable        | Dr. Dre |
| Lautsprecher     | Beats Pill              | Dr. Dre |
| Lautsprecher     | Pink Pill               | Nicki Minaj |
| Lautsprecher     | Pill XL Pill+           | Dr. Dre |

### Testergebnisse
Stiftung Warentest testete im April 2014 20 Kopfhörermodelle, darunter auch das Produkt Beats by Dr. Dre Solo HD. Dieses belegte letztlich den drittletzten Platz. Kritisiert wurden der im Vergleich hohe Preis, die lediglich befriedigende Klangqualität und das mangelhafte Abschneiden im Falltest.

### Plagiate
Bei einer Untersuchung der Stiftung Warentest wurden 2014 offensichtliche Plagiate des populären Kopfhörermodells Beats by Dr. Dre Solo HD mit deutlich schlechterer Produktqualität gefunden. Der Anbieter Beats Electronics hat sich zu diesem Verdacht nicht geäußert, weist aber auf einer Webseite darauf hin, wie Produktfälschungen erkannt werden können. Nachdem der Verdacht bekannt wurde, reagierte der betroffene Händler mit einer Verkaufs- und Versandsperre.

### Zielgruppe
Die Produktlinie Beats by Dr. Dre ist vor allem bei Jugendlichen wegen des Markennamens und des auf Bässe hin optimierten Klangs populär. Auch durch Produktplatzierung in zahlreichen Musikvideos und Spielfilmen wird gezielt Werbung betrieben.